# 博亞林山
48°31′45.8″N 24°10′45.2″E / 48.529389°N 24.179222°E

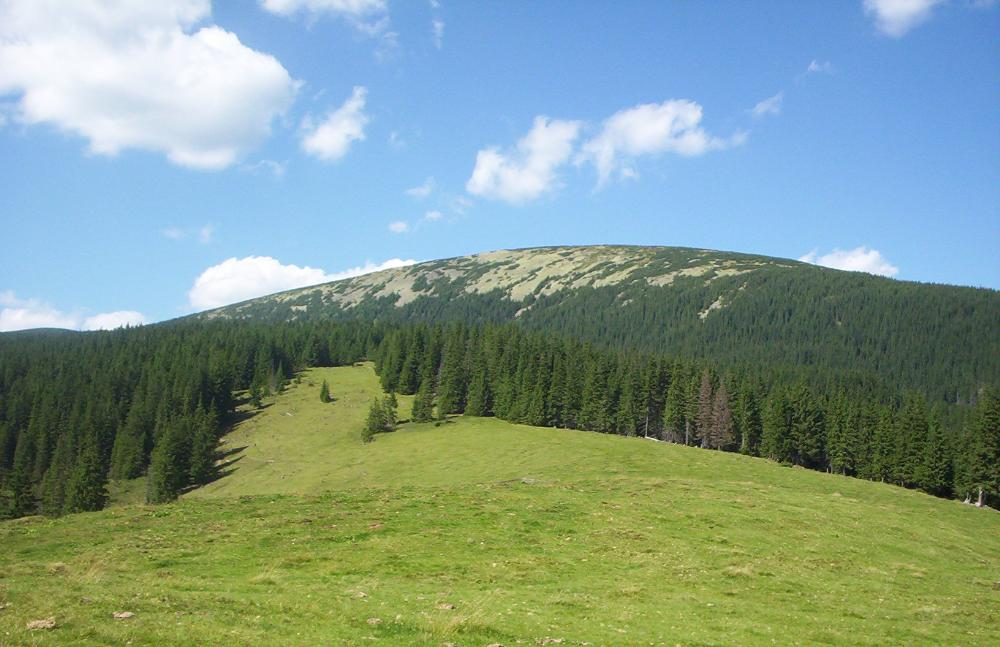
從Yayka-Ilemsky看博亞林山的景色

博亞林山是烏克蘭的山峰，位於該國西部，處於伊萬諾-弗蘭科夫斯克州，屬於烏克蘭喀爾巴阡山脈中戈爾加內山脈的一部分，海拔高度1,679米。